# Веберов закон
Вебер-Фехнерови закони су два повезана психофизичка закона, која су позната као Веберов закон и Фехнеров закон. Оба се односе на људску перцепцију, тачније на однос између стварне промене физичког стимулуса и перципиране промене. Ово укључује стимулусе свих чула: вид, слух, укус, додир и мирис.
Ернст Хајнрих Вебер наводи да је „минимално повећање стимулуса које ће произвести приметно повећање осећаја пропорционално већ постојећем стимулусу“, док је закон Густава Фехнера закључак из Веберовог закона (са додатним претпоставкама) који каже да интензитет нашег осећаја расте са брзим повећањем енергије, а не као логаритам.

## Веберов закон
Вебер је у својим експериментима открио да ако је почетна драж - тежина песка у врећицама на надланици износила 6 грама, онда додавање једне врећице од 1 грам неће бити примећено као промена у стимулацији. Дакле, тежина од 7 грама се не разликује од оне са 6 грама. Тек ако додатна тежина буде два грама више, испитаник ће опазити разлику у тежини између врећица. Али, ако се на неку другу почетну тежину, типа 60 грама, дода 2 грама песка, испитаник неће уочити разлику. Испитаник ће осетити разлику тек када се дода 20 грама песка. Тада настаје нова сензација,  а испитаник разликује једну од друге. Ако је почетна тежина 600 грама, испитаник ће осетити разлику када се дода 200 грама на почетну тежину.
| D - претходна драж (основна тежина) | Најмањи прираштај у тежини који доводи до нове сензације (△D) | Однос |
| ----------------------------------- | ------------------------------------------------------------- | ----- |
| 6 грама                             | 2 грама                                                       | 3:1   |
| 60 грама                            | 20 грама                                                      | 3:1   |
| 600 грама                           | 200 грама                                                     | 3:1   |

Ако се почетна тежина означи као △D, а најмање прираштаје у стимулацији који доводе до промена у сензацијама са  D, онда из горње табеле може се извући овакав сталан однос: 
{\displaystyle {\Delta D \over D}={\ 1 \over 3}}
Примењујући сличне поступке у својим експериментима, Вебер уочава да се налази неки сличан сталан однос у сваком од њих. Те константе не износе увек 1/3, али увек само један карактеристичан однос за промене унутар једног психичког континуума. Зато Вебер уопштава формулу на:
{\displaystyle {\Delta D \over D}=K} где је К константа.
Веберов закон гласи:
| „ | Најмањи прираштај дражи који се може запазити, а представља константни пропорционални део основне или стандардне дражи. | ” |

Другачије речено, релативни диференцијални праг је константан, што се математичком формулом може изразити на следећи начин:
{\displaystyle {\Delta D \over D}=K} △D представља једва приметну разлику, D је интензитет стандардне дражи, а K је константа.
На основу резултата експерименталних испитивања прага разлике и њиховог тумачења немачког психофизичара Ернста Х. Вебера, овај закон је формулисао његов ученик Теодор Густав Фехнер. Уколико је једна драж јача (нпр. светлосна, звучна, густативна и сл.), утолико је потребан већи прираштај дражи да би се могао запазити. Величина константе варира од једног до другог модалитета (нпр. за визуелне дражи је 1/100, за звучне 1/11, за олфактивне 1/10, а за притисак 1/7).
Даља истраживања су показала да овај закон важи само за средње вредности дражи, док за дражи веома високог и веома ниског интензитета престаје да важи. Вредност Веберовог закона се не негира, као што се ни Веберова улога у науци не своди само на овај један закон. Вебер је био први испитивач на пољу психофизиологије, чиме је отворио пут за стварање експерименталне психологије.
Из Веберовог закона је даљом елаборацијом изведен Фехнеров закон.